# Зелева въшка
Зелевите въшки (Brevicoryne brassicae) са вид насекоми от семейство Aphididae, единствен представител на род Brevicoryne.
Таксонът е описан за пръв път от Карл Линей през 1758 година.